# Kladské nářečí
Kladské nářečí je nářečí češtiny, používané českou menšinou v Kladsku. Řadí se k severovýchodočeské nářeční oblasti.
Kladské nářečí má několik výrazných odlišností od spisovné češtiny. Patří mezi ně záměna hlásky v za samohlásku u (zrouna namísto zrovna), výskyt bilabiálního v [w] (hlawa namísto hlava) a zjednodušení skupiny dn na nn (jennoho namísto jednoho).